# Niklaus Meienberg
Niklaus Meienberg, né à Saint-Gall le 11 mai 1940 et mort à Zurich le 22 septembre 1993, est un écrivain et journaliste suisse. 
Ses reportages et ses portraits critiquent la société ainsi que le pouvoir et lancent une prise de conscience du passé.

## Biographie
Entre 1955 et 1960, Niklaus Meienberg finit sa scolarité secondaire à l'Abbaye bénédictine de Disentis/Mustèr (Grisons). 
En 1960, il part à New York pour travailler dans les bureaux de la coopérative Migros et revient en Suisse l'année suivante après avoir également travaillé comme conducteur de bulldozeur à Vancouver et commence des études d'histoire, d'abord à l'Université de Fribourg, puis à celle de Zurich. Dès 1966, il est correspondant de la Weltwoche à Paris.
Ses écrits lui valent d'être banni du quotidien zurichois Tages Anzeiger par son éditeur entre 1976 et 1991. Il travaille aussi pour l'hebdomadaire allemand Stern entre 1982 et 1983. Il se lance alors dans le journalisme indépendant et publie dans deux hebdomadaires suisses, Die Wochenzeitung et Die Weltwoche.
Niklaus Meienberg s'ôte la vie le 22 septembre 1993. Son fonds d'archives se trouve aux Archives littéraires suisses à Berne.

## Influence
En 2021, dans son ouvrage L'oiselier, Daniel de Roulet met en scène Niklaus Meienberg comme investigateur.

### Ouvrages traduits en français
- 1976 : Reportages en Suisse (Reportagen aus der Schweiz, 1974)
- 1982 : Maurice Bavaud a voulu tuer Hitler (Es ist kalt in Brandenburg. Ein Hitler-Attentat, 1980)
- 1988 : Le délire général. L'Armée suisse sous influence (Die Welt als Wille & Wahn, 1987)
- 1991 : Mémoires d'Outre-Suisse (extrait de : Vorspiegelung wahrer Tatsachen; 1983 et: Der wissenschaftliche Spazierstock, 1985)
- 1992 : Gaspard-mange-ta-soupe. Plaidoyers et autres écrits (Weh unser guter Kaspar ist tot 1991)
- 1992 : L'exécution du traître à la patrie Ernst S. (Die Erschiessung des Landesverräters Ernst S. 1977)
- 1995 : Le feu aux poudres. Attaques, agressions et autres scories (Zunder. Überfälle, Übergriffe, Überbleibsel, 1993)
- 1998 : La désincarnation de Paris, et autres textes